# Johann Georg Claussen
Johann Georg Claussen (* 11. Mai 1808 in Brake; † 29. August 1885 in Bremerhaven) war ein deutscher Unternehmer und Abgeordneter der Bremer Bürgerschaft.

## Leben
Johann Georg Claussen war der Sohn eines Kaufmanns aus Brake und kam 1833 in das erst wenige Jahre zuvor gegründete Bremerhaven, das sich in den 1830er Jahren zu einem bedeutenden Überseehafen entwickelte. Hier gründete er ein Speditionsunternehmen und war als Auswanderungsmakler tätig. Ab 1842 war Claussen im Kirchen- und Ortsvorstand Bremerhavens, 1848 wurde er in die Bremer Bürgerschaft gewählt und in den Jahren 1854 bis 1860 war er Vorsitzender des Gemeinderates.

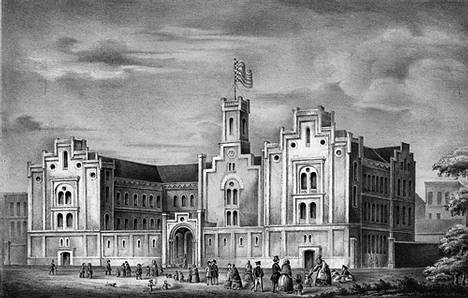
Das Auswandererhaus in Bremerhaven um 1850

1849 bis 1850 ließ er durch Heinrich Müller das Auswandererhaus in Bremerhaven errichten, eine große Herberge zur Unterbringung und Verpflegung von Auswanderern, die hier auf das Auslaufen ihrer Schiffe warteten. Das Auswandererhaus war lange Zeit das größte Gebäude des Ortes und galt als vorbildliche soziale Einrichtung. Nach Bau der Bahnstrecke Bremen–Bremerhaven 1855 wurden immer weniger Durchreisende in Bremerhaven einquartiert, wodurch das Auswandererhaus in finanziellen Schwierigkeiten kam. 1862 wurde das Unternehmen in eine Aktiengesellschaft mit Claussen als Geschäftsführer umgewandelt, 1865 musste der Betrieb jedoch geschlossen und das Haus verkauft werden.